# Boulton Paul P.111
Die Boulton Paul P.111 war ein britisches Versuchsflugzeug, das in den 1950er Jahren für Forschungsaufgaben im Bereich der Aerodynamik von schwanzlosen Deltaflüglern gebaut wurde.

## Konstruktion und Entwicklung
In den späten 1940er und frühen 1950er Jahren verfolgte die alliierte Luftfahrtindustrie diverse Projekte, um die Konstruktionsideen aus Nazi-Deutschland am Ende des Zweiten Weltkriegs zu erforschen. Im Rahmen dieser Tätigkeit wurde für die Spezifikation E.27/46 des Luftfahrtministeriums von Boulton Paul Aircraft Ltd die P.111 gebaut. Das Projekt sollte das Konzept der Deltaflügelform untersuchen.
Die P.111 wurde als kompakte Flugzeugzelle entworfen mit einem Rolls-Royce-Nene-Triebwerk, einem Schleudersitz von Martin-Baker und mit Delta-Flügeln. Die Flügel hatten eine einen Pfeilung von 45°. Ohne Flügelspitzenverlängerungen war der Flügel bei etwa 75 % des vollen Deltas beschnitten. Das Flugzeug konnte mit diesen Flügeln geflogen werden oder mit einem von zwei Paaren unterschiedlicher Verlängerungen. Mit den größeren Verlängerungen erhielten die Flügel eine nahezu perfekte spitze Deltaform. Diese Erweiterungen erlaubten eine Untersuchung der aerodynamischen Effekte der Flügelspitzenformen von Deltaflügeln. Im Gegensatz zur Avro 707 wurde das Rollen und die Höhenänderung durch ein Paar Querruder gesteuert. Das Seitenleitwerk hatte eine ungepfeilte Hinterkante und die Leitwerksspitze könnte entfernt und verändert werden. Dies wurde offenbar jedoch nicht gemacht, die P.111 flog immer mit der scharfen Spitze. Die P.111 war eines der ersten Flugzeuge mit einem komplett hydraulisch betätigten Steuersystem, das mit elektrischen Trimmklappen ausgestattet war. Weil das Nene-Triebwerk einen Radialverdichter hatte, hatte die P.111 einen konvexen Rumpf mit einem ovalen Lufteinlauf am Bug. Die nach innen einziehenden Fahrwerke hatte eine auffallend breite Spur und ein langes Bugradbein, das am Boden stehend einen Anstellwinkel von 17° ergab. Die Konstruktion war in Ganzmetall ausgeführt mit Ausnahme der Flügelverlängerungen und der Rippenspitze, die aus glasfaserverstärktem Kunststoff bestanden.

## Geschichte
Die P.111 machte ihren ersten Flug am 10. Oktober 1950 beim Royal Aircraft Establishment in Boscombe Down. Pilot war Squadron Leader Bob Smyth. Bei späteren Testflügen saß der Testpilot Alexander E. „Ben“ Gunn am Steuer, der das Flugzeug als „empfindlich“ und „wie das Fliegen einer Rasierklinge“ beschrieb. Ein Problem war, dass die Servosteuerung bei Geschwindigkeiten über 450 mph ohne jede Rückmeldung war, womit der Pilot die Kräfte an seinen Steuerelementen nicht spüren konnte. Es gab zudem eine Schwerpunktverschiebung, wenn das Fahrwerk ein- oder ausgefahren wurde. Die Landegeschwindigkeit war hoch, da keine Luftbremsen vorhanden waren und auch wegen der Notwendigkeit, die Motordrehzahl zu halten, um die Generatoren, welche den Strom für die elektrisch betätigten Steuerflächen erzeugten, am Laufen zu halten. Während der ersten Monate wurden die Steuerelemente federbelastet, um einen Anschein von Gegendruck zu geben und das Seitenruder wurde auf manuelle Steuerung verändert. Die P.111 hatte zunächst eine aus einem Stück geblasene und kontinuierlich gebogene Windschutzscheibe, die später durch eine konventionelle Cockpithaube mit einer flachen Windschutzscheibe ersetzt wurde.
Nach einem Landeunfall, bei dem das Fahrwerk nicht ausgefahren war, wurde die P.111 während der Reparaturarbeiten abgeändert um die Flugeigenschaften zu verbessern und wurde neu als P.111A bezeichnet. Vier Bremsklappen wurden in den Rumpf eingebaut, um eine niedrigere Landegeschwindigkeiten zu erhalten und die Fahrwerksklappen wurden geändert, um die Schwerpunktänderung zu verringern. Ein langes Pitotrohr wurde montiert. Die auffälligste Änderung war die neue helle gelbe Gesamtlackierung, denn vorher war die P.111 unlackiert oder silberfarben. Die P.111A trug bald den Spitznamen die „Gelbe Gefahr“.
Die P.111A flog erstmals am 2. Juli 1953 in Boscombe Down. Kurz danach wurde der Antitrudelschirm, der auf der Rückseite des Hinterrumpfs montiert worden war, verstärkt, damit er wie ein Bremsschirm eingesetzt werden konnte. Der Pilot konnte zudem nach einer Modifizierung die Kraft der Streuerverstärkungssysteme selbst regulieren. Die P.111 wurde für eine Reihe von Untersuchungen der Eigenschaften von Deltaflügeln in Bedford beim Royal Aircraft Establishment eingesetzt. Während dieser Zeit flog sie mit jedem der drei Flügelspitzen.
Nach einem letzten Flug im Jahr 1958 kam die P.111 als Instruktionszelle ins Cranfield College of Aeronautics. Im Jahr 1975 wurde sie von der Midland Aircraft Preservation Society als langfristige Leihgabe für sein Midland Air Museum am Coventry Airport erworben. Seit dem Straßentransport dorthin ist die P.111 seit Sonntag, 13. Juli 1975 in der statischen Ausstellung ausgestellt.
Der P.111 folgte ein anderes Experimentalflugzeug mit Deltaflügeln, die P.120, die abgesehen von einem zusätzlichen Höhenleitwerk zum größten Teil identisch mit der P.111 war.

## Technische Daten

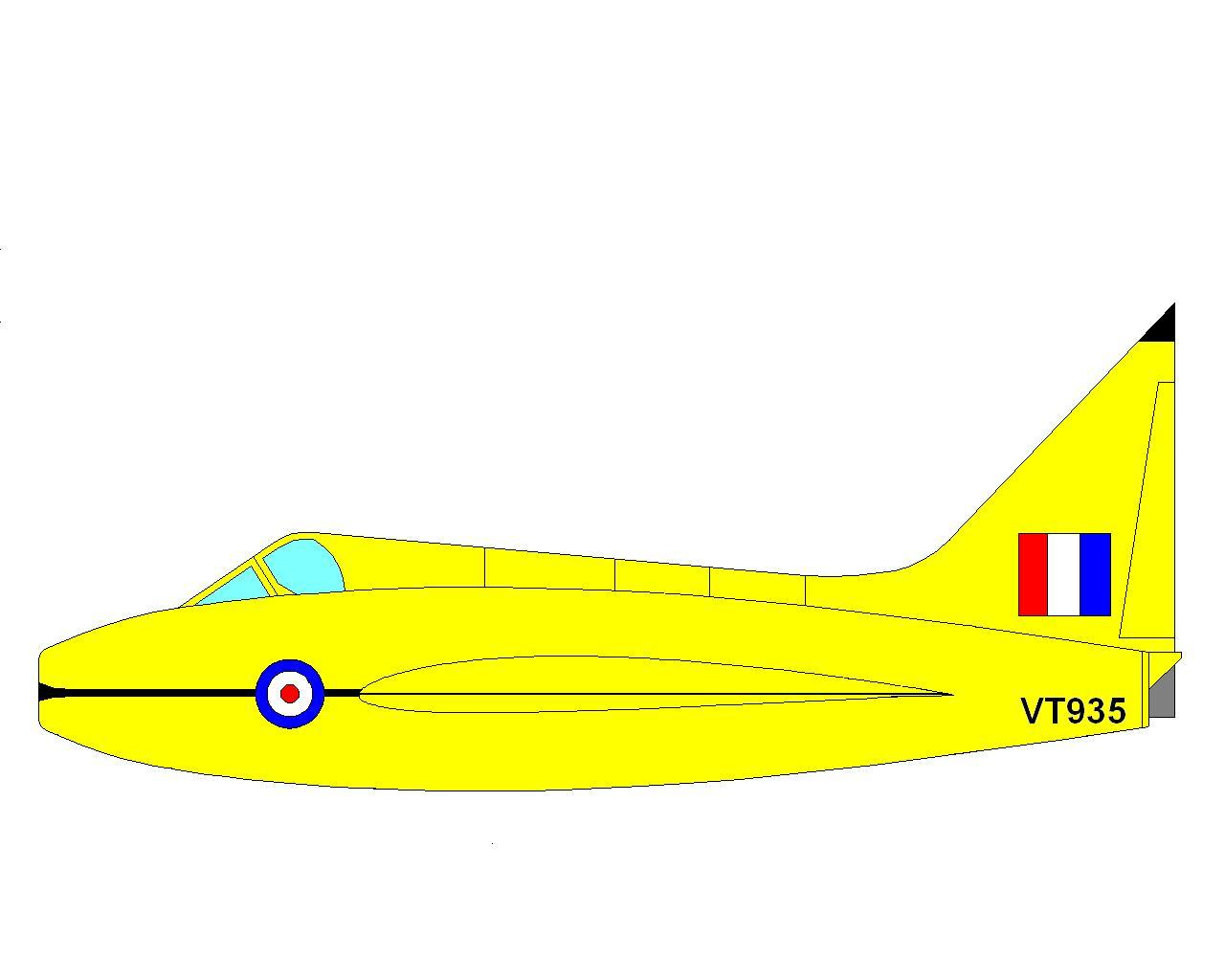
Zeichnung (Seitenansicht) der Boulton Paul P111A, VT 935

| Kenngröße             | Daten                                                           |
| --------------------- | --------------------------------------------------------------- |
| Besatzung             | 1                                                               |
| Länge                 | (ohne Nasensonde) 7,95 m                                        |
| Spannweite            | (mit abnehmbaren Flügelspitzen) 7,82 m, 9,07 m und 10,21 m      |
| Höhe                  | 3,81 m                                                          |
| Flügelfläche          | (mit abnehmbaren Flügelspitzen) 25,01 m², 26,40 m² und 26,94 m² |
| Flügelstreckung       | 2,4 / 3,1 / 3,9                                                 |
| Profildicke           | 10 %                                                            |
| Leermasse             | 3.410 kg                                                        |
| Startmasse            | 4.595 kg                                                        |
| Triebwerk             | 1 × Turbojet Rolls-Royce Nene R3N2, 22,69 kN                    |
| Höchstgeschwindigkeit | auf Meereshöhe 1.045 km/h                                       |
| Dienstgipfelhöhe      | 10.670 m                                                        |
| Steiggeschwindigkeit  | 48 m/s                                                          |